# 正在戀愛/冬天要開始了 feat.槇原敬之
《正在戀愛/冬天要開始了 feat.槇原敬之》（日语：恋をしている/冬がはじまるよ feat.槇原敬之）是Every Little Thing在2007年10月31日公開的第33首單曲作品。

## 收錄樂曲
- 正在戀愛
- 冬天要開始了 feat.槇原敬之
- 正在戀愛（Instrumental）
- 冬天要開始了（Instrumental）